# Jelena de Belder-Kovačič
Pour les articles homonymes, voir Belder.
Jelena, baronne De Belder, née Kovačič, née le 23 août 1925 en Slovénie et morte le 31 août 2003 en Croatie, est tout comme son époux, Robert De Belder, diamantaire anversois, une botaniste de réputation internationale.

## Biographie
Ingénieur diplômée d'agronomie de l'université de Zagreb, à sa venue en Belgique en 1954, elle a développé, puis animé l'arboretum de Kalmthout pendant plus de trente ans transformant cette ancienne pépinière en un centre de référence dendrologique, ainsi que celui d'Hemelrijk.

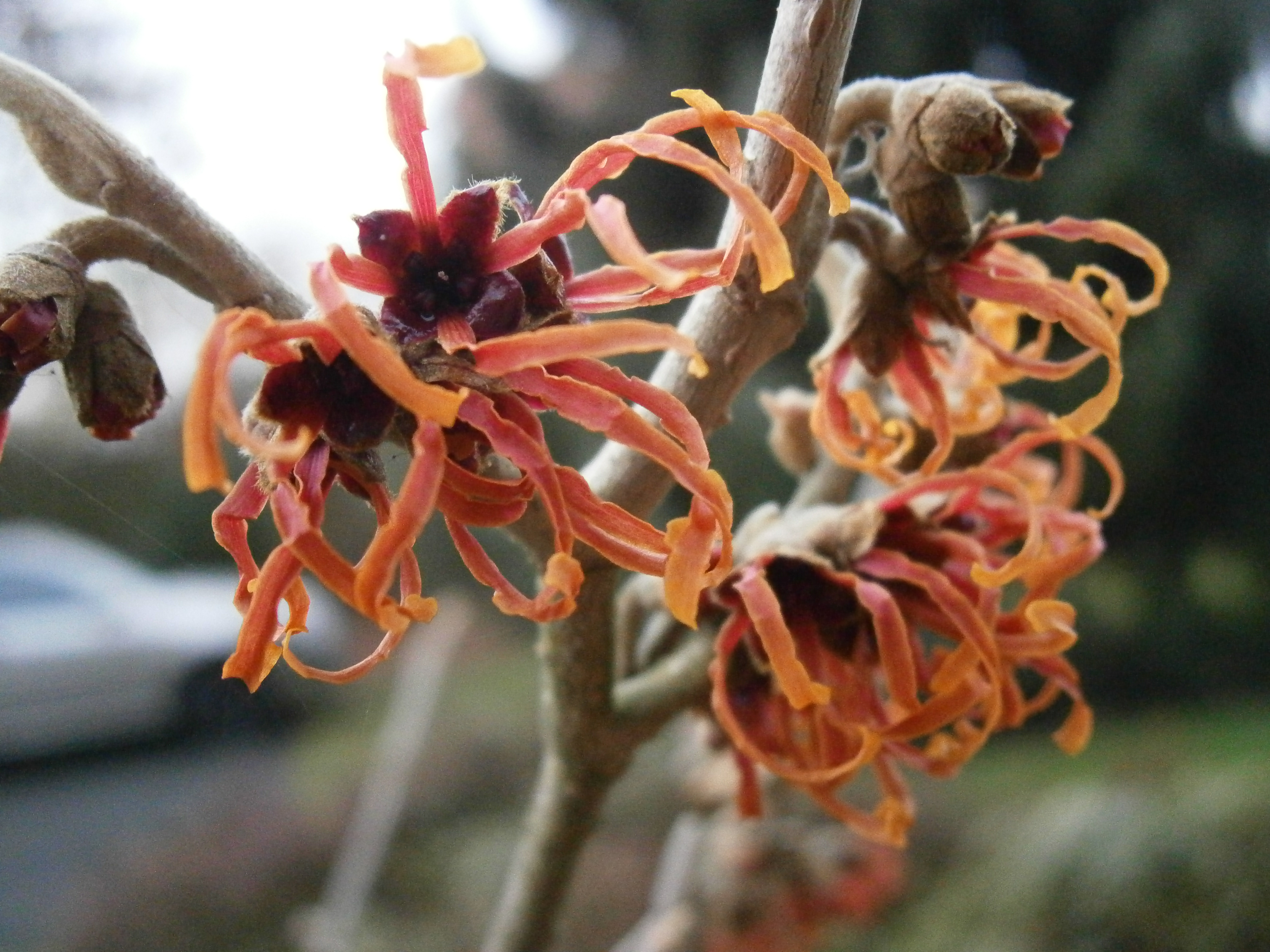
Hamamelis ×intermedia 'Jelena'.

Les époux De Belder ont sélectionné de nouvelles variétés d'arbustes décoratifs, notamment des hamamélis. Jelena a donné son prénom à une variété croisée de hamamélis à fleurs cuivrées au Japon et développé notamment une variété rouge Diane, prénom de sa fille, et une variété rouge profond Livia, prénom de sa petite-fille. Son domaine recèle d'ailleurs d'autres trésors avec des sélections de Prunus, Malus, Pieris, Hydrangea et Rhododendrons. Les époux de Belder ont propagé des idéaux écologiques bien avant que le phénomène de mode apparaisse.
Madame De Belder a permis le développement des associations International Dendrology Society, Jardins ouverts et The Belgian Flower Arrangement Society (BFAS).
Auteur d'ouvrages botaniques, elle fut vice-présidente de la Royal Horticultural Society de Londres. Jusqu'à sa mort, elle est restée une référence pour beaucoup d'horticulteurs et paysagistes qui venaient la consulter dans ses plantations.

## Hommages et distinctions
Elle est citoyenne d'honneur de Kalmthout.
En 2003 fut créé le Fonds Jelena De Belder, comme soutien financier à des étudiants stagiaires à l'Arboretum de Kalmthout.
Elle fut élevée au rang de baronne par le roi Albert II de Belgique en 1996.

## Sources
- Diane Adriaenssen, Jelena et Robert De Belder, généreux comme la nature elle-même, Bruxelles, Éditions LACONTI, 2005, 349 p.